# 内藤廣
内藤 廣（ないとう ひろし、1950年（昭和25年） 8月26日- ）は、日本の建築家。株式会社内藤廣建築設計事務所代表。東京大学名誉教授。多摩美術大学学長

## 人物
海の博物館の設計で日本建築学会賞、第18回吉田五十八賞、芸術選奨新人賞美術部門などを受賞、牧野富太郎記念館で第13回1999年度村野藤吾賞を受賞。『高田松原津波復興祈念公園　国営追悼・祈念施設』の設計で第70回芸術選奨文部科学大臣賞美術部門を受賞。
土木、建築、都市計画、造園、インダストリアルデザインなどの都市景観に関連した異なる職域によるデザイン・コラボレーションを提唱し、2003年には織部賞を受賞。2005年に「GSデザイン会議」（GSはグラウンドスケープの略）を篠原修らと発足、同代表。
国土交通省東日本大震災復興都市デザイン検討会委員、岩手県津波防災技術専門委員会委員。
空間デザインコンペティション、建築環境デザインコンペティション、トウキョウ建築コレクション2009、同2010、国立競技場国際デザイン・コンクール など、各コンペティションで審査員、及び審査委員長を歴任。
渋谷の再開発プロジェクト「渋谷駅中心地区まちづくり指針2010」において、デザイン会議の座長を務め、建築とデザインや景観を先導している。

## 略歴
- 神奈川県横浜市生まれ
- 神奈川県立湘南高等学校[11]、早稲田大学理工学部建築学科卒業。
- 1976年
  - 早稲田大学大学院理工学研究科建設工学専攻（吉阪隆正に師事）修了。
  - フェルナンド・イゲーラス建築設計事務所勤務（スペイン）。
- 1979年～1981年 菊竹清訓建築設計事務所勤務。
- 1981年 株式会社内藤廣建築設計事務所設立。

## 教職
- 2001年 東京大学工学部土木工学科（現・社会基盤学科）助教授。
- 2003年 東京大学大学院工学系研究科社会基盤学専攻教授。
- 2010年 東京大学副学長。
- 2011年 東京大学退官、東京大学名誉教授。
- 2023年 多摩美術大学学長

## 作品
| 名称                                               | 年     | 所在地         | 国         | 状態 | 備考 |
| -------------------------------------------------- | ------ | -------------- | ---------- | ---- | --- |
| ギャラリーTOM                                      | 1984年 | 東京都渋谷区   | 日本       |      | |
| 住居No.1 共生住居                                  | 1984年 | 神奈川県鎌倉市 | 日本       |      | |
| 住居No.5 静棲住居                                  | 1987年 | 栃木県那須町   | 日本       |      | |
| 住居No.6 M氏の住居                                 | 1986年 | 神奈川県横浜市 | 日本       |      | |
| 住居No.7 生棲住居                                  | 1987年 | 東京都品川区   | 日本       |      | |
| 住居No.8 稜線の家                                  | 1990年 | 静岡県三島市   | 日本       |      | |
| 住居No.9 唐松林の家                                | 1991年 | 長野県茅野市   | 日本       |      | |
| 住居No.10 杉林の家                                 | 1991年 | 山梨県北杜市   | 日本       |      | |
| オートポリス・アートミュージアム                   | 1992年 | 大分県上津江村 | 日本       |      | |
| 海の博物館                                         | 1992年 | 三重県鳥羽市   | 日本       |      | 2021年JIA25年賞 |
| 住居No.11 イズ・プレタポルテ                       | 1992年 | 千葉県柏市     | 日本       |      | |
| 志摩museum                                         | 1993年 | 三重県鳥羽市   | 日本       |      | |
| 住居No.12                                          | 1993年 | 神奈川県横浜市 | 日本       |      | |
| 住居No.14 筑波・黒の家                             | 1994年 | 茨城県石岡市   | 日本       |      | |
| 住居No.15 杉並・黒の部屋                           | 1994年 | 東京都杉並区   | 日本       |      | |
| 住居No.17 桂坂・黒の家                             | 1995年 | 京都市西京区   | 日本       |      | |
| 住居No.18 伊東・織りの家                           | 1996年 | 静岡県伊東市   | 日本       |      | |
| 住居No.19 金沢の家                                 | 1996年 | 石川県金沢市   | 日本       |      | |
| 安曇野ちひろ美術館                                 | 1997年 | 長野県松川村   | 日本       |      | |
| うしぶか海彩館                                     | 1997年 | 熊本県天草市   | 日本       |      | |
| 茨城県天心記念五浦美術館                           | 1997年 | 茨城県北茨城市 | 日本       |      | |
| ギャラリーNIKI                                     | 1997年 | 東京都千代田区 | 日本       |      | |
| 住居No.20 極楽寺の家                               | 1997年 | 神奈川県鎌倉市 | 日本       |      | |
| 住居No.21 千歳烏山の家                             | 1997年 | 東京都世田谷区 | 日本       |      | |
| 古河総合公園管理棟                                 | 1998年 | 茨城県古河市   | 日本       |      | |
| 長野今井ニュータウン C工区                         | 1998年 | 長野県長野市   | 日本       |      | |
| リストランテ・マッカリーナ                         | 1998年 | 北海道真狩村   | 日本       |      | |
| 国立台湾史文化博物館 卑南文化公園 遊客服務中心施設 | 1999年 | 臺東市         | 台湾       |      | |
| 十日町情報館                                       | 1999年 | 新潟県十日町市 | 日本       |      | |
| 牧野富太郎記念館                                   | 1999年 | 高知県高知市   | 日本       |      | |
| 住居No.22                                          | 2000年 | 東京都         | 日本       |      | |
| 倫理研究所富士高原研修所                           | 2001年 | 静岡県御殿場市 | 日本       |      | |
| 最上川ふるさと総合公園センターハウス               | 2001年 | 山形県寒河江市 | 日本       |      | |
| フォレスト益子                                     | 2002年 | 栃木県益子町   | 日本       |      | |
| ちひろ美術館・東京                                 | 2002年 | 東京都練馬区   | 日本       |      | |
| 九谷焼窯跡展示館                                   | 2002年 | 石川県加賀市   | 日本       |      | |
| 住居No.23                                          | 2002年 | 東京都         | 日本       |      | |
| 苫田ダム管理庁舎                                   | 2003年 | 岡山県鏡野町   | 日本       |      | |
| みなとみらい線馬車道駅                             | 2004年 | 神奈川県横浜市 | 日本       |      | |
| 倫理研究所船橋社宅                                 | 2004年 | 千葉県船橋市   | 日本       |      | |
| 島根県芸術文化センター                             | 2005年 | 島根県益田市   | 日本       |      | |
| リバーリトリート雅樂倶ANNEX                        | 2005年 | 富山県富山市   | 日本       |      | |
| 二期倶楽部 七石舞台【かがみ】                      | 2006年 | 栃木県那須町   | 日本       |      | |
| とらや御殿場店                                     | 2006年 | 静岡県御殿場市 | 日本       |      | |
| 住居No.29                                          | 2006年 | 東京都大田区   | 日本       |      | |
| とらや東京ミッドタウン店                           | 2007年 | 東京都港区     | 日本       |      | |
| とらや工房                                         | 2007年 | 静岡県御殿場市 | 日本       |      | |
| 住居No.34                                          | 2008年 | 東京都北区     | 日本       |      | |
| 日向市駅と駅前広場                                 | 2008年 | 宮崎県日向市   | 日本       |      | |
| メディジン市ベレン公園図書館                       | 2008年 | メデジン       | コロンビア |      | |
| 高知駅                                             | 2009年 | 高知県高知市   | 日本       |      | |
| 平岡篤頼文庫                                       | 2009年 | 長野県軽井沢町 | 日本       |      | |
| 山代温泉「新総湯」                                 | 2009年 | 石川県加賀市   | 日本       |      | |
| 虎屋京都店                                         | 2009年 | 京都市上京区   | 日本       |      | |
| とらや一条店 改装                                  | 2009年 | 京都市上京区   | 日本       |      | |
| 和光大学E棟                                        | 2010年 | 東京都町田市   | 日本       |      | |
| 城東地区複合施設                                   | 2010年 | 三重県桑名市   | 日本       |      | |
| 練馬区立牧野記念庭園                               | 2010年 | 東京都練馬区   | 日本       |      | |
| 宮田眼科                                           | 2010年 | 愛知県犬山市   | 日本       |      | |
| 旭川駅                                             | 2011年 | 北海道旭川市   | 日本       |      | |
| TORAYA TOKYO                                       | 2012年 | 東京都千代田区 | 日本       |      | |
| 練馬区立向山庭園                                   | 2013年 | 東京都練馬区   | 日本       |      | |
| 九州大学椎木講堂                                   | 2014年 | 福岡市西区     | 日本       |      | |
| 北瑛小麦の丘 bi.ble                                | 2014年 | 北海道美瑛町   | 日本       |      | |
| 周南市西部道の駅                                   | 2014年 | 山口県周南市   | 日本       |      | |
| 安曇野市庁舎                                       | 2015年 | 長野県安曇野市 | 日本       |      | |
| このはなアリーナ                                   | 2015年 | 静岡県静岡市   | 日本       |      | |
| 高山駅                                             | 2016年 | 岐阜県高山市   | 日本       |      | |
| 住居No.40                                          | 2016年 | 兵庫県神戸市   | 日本       |      | |
| ミキモト銀座4丁目本店                              | 2017年 | 東京都中央区   | 日本       |      | ファサードデザイン監修 |
| 富山県美術館                                       | 2017年 | 富山県富山市   | 日本       |      | |
| 周南市立徳山駅前図書館                             | 2018年 | 山口県周南市   | 日本       |      | |
| 福井県年縞博物館                                   | 2018年 | 福井県若狭町   | 日本       |      | 2020年BCS賞、2021年日本博物館協会賞                                                                                        |
| 東京メトロ銀座線渋谷駅                             | 2020年 | 東京都渋谷区   | 日本       |      | |
| 紀尾井清堂                                         | 2021年 | 東京都千代田区 | 日本       |      | |
| 福井県立一乗谷朝倉氏遺跡博物館                     | 2022年 | 福井県福井市   | 日本       |      | |
| 鳴門市庁舎                                         | 2023年 | 徳島県鳴門市   | 日本       |      | 大建設計による基本計画を、前田建設・吉成建設・内藤廣建築設計特定建設工事共同企業体による実施設計者としてプロポーザルで選定 |
| 黒柳徹子ミュージアム                               | 2025年 | 長野県軽井沢町 | 日本       |      | |

## メディア出演
- 日曜美術館「建築家・内藤廣 渋谷駅・世界一複雑な都市開発を率いる男」（2023年10月22日、NHK Eテレ）[13]

## 主要著書
- 『素形の建築』（INAX出版、1995年）ISBN 487275056X
- 『建築文化　シェルタリング・アース』（彰国社、1996年）
- 『建築文化　サイレント・アーキテクチュア』（彰国社、1997年）
- 『建築のはじまりに向かって』（王国社、1999年）ISBN 4900456667
- 『住宅という場所で』共著（TOTO出版、2000年）
- 『建築の終わり』共著（TOTO出版、2003年）
- 『グラウンドスケープ宣言―土木・建築・都市 デザインの戦場へ』編著（丸善、2004年）ISBN 4621074156
- 『建築的思考のゆくえ』（王国社、2004年）ISBN 4860730232
- 『建土築木 1 構築物の風景』（鹿島出版会、2006年）ISBN 4306044777
- 『建土築木 2 川のある風景』（鹿島出版会、2006年）ISBN 4306044785
- 『内藤廣対談集―複眼思考の建築論』（INAX出版、2007年）ISBN 4872751426
- 『構造デザイン講義』（王国社、2008年）
- 『建築のちから』（王国社、2009年）
- 『内藤廣対談集2』（INAX出版、2010年）
- 『環境デザイン講義』（王国社、2011年）
- 『内藤廣と若者たち　人生をめぐる一八の対話』（鹿島出版会、2011年）
- 『内藤廣の頭と手』（彰国社、2012年）
- 『建築の難問――新しい凡庸さのために』（みすず書房、2021年）ISBN 9784622089797
- 『建築家・内藤廣 BuiltとUnbuilt 赤鬼と青鬼の果てしなき戦い』（グラフィック社、2023年）ISBN 4766138341
- 『建築家・内藤廣 赤鬼と青鬼の場外乱闘』（グラフィック社、2025年）ISBN 4766140524